# Zebilla

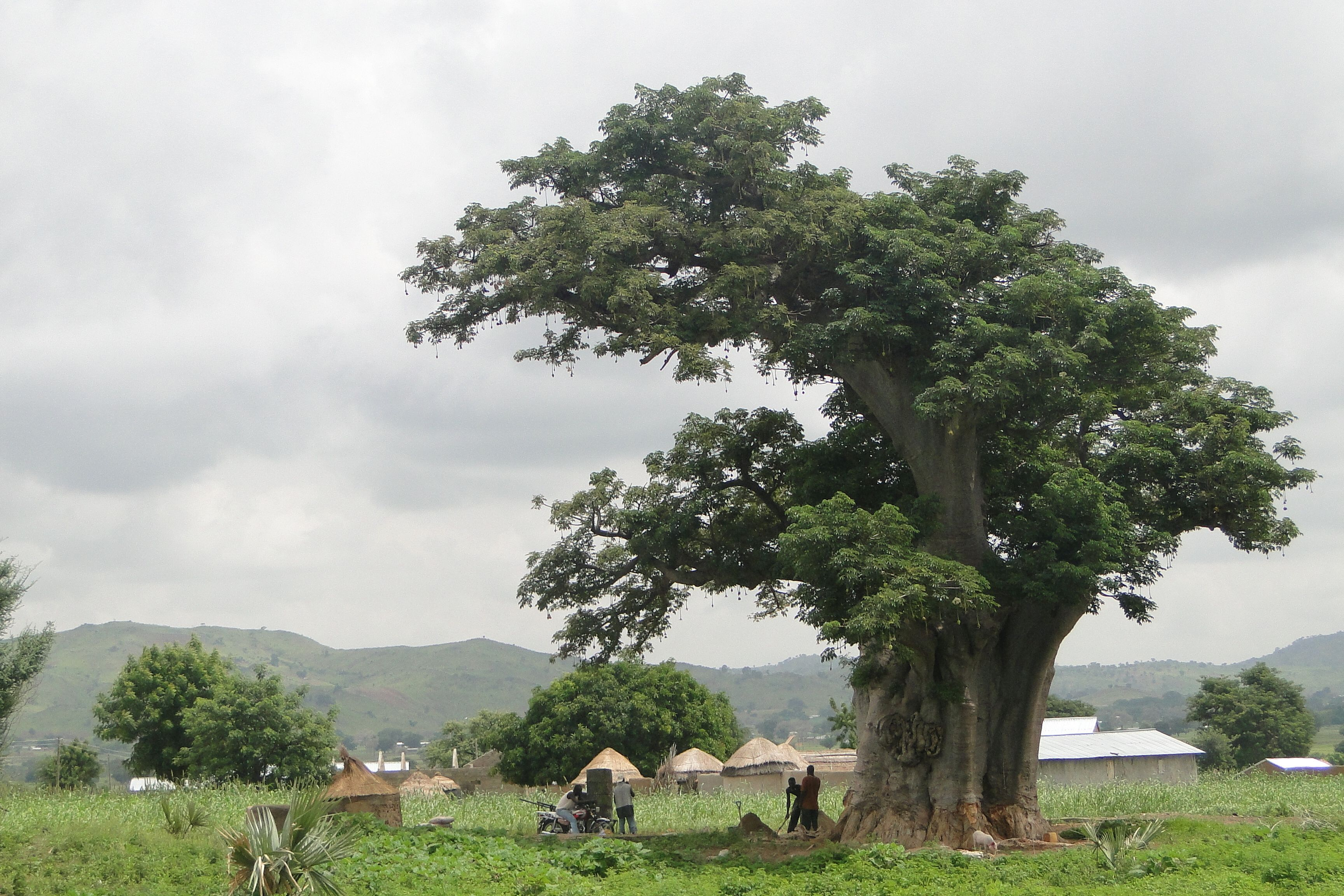
Landskap vid Zebillas utkant.

Zebilla är en ort i nordöstra Ghana, cirka en mil från gränsen till Burkina Faso. Den är huvudort för distriktet Bawku West, och folkmängden uppgick till 8 628 invånare vid folkräkningen 2010.